# Leptasterias
Leptasterias är ett släkte av sjöstjärnor som beskrevs av Addison Emery Verrill 1866. Leptasterias ingår i familjen trollsjöstjärnor.

## Bildgalleri

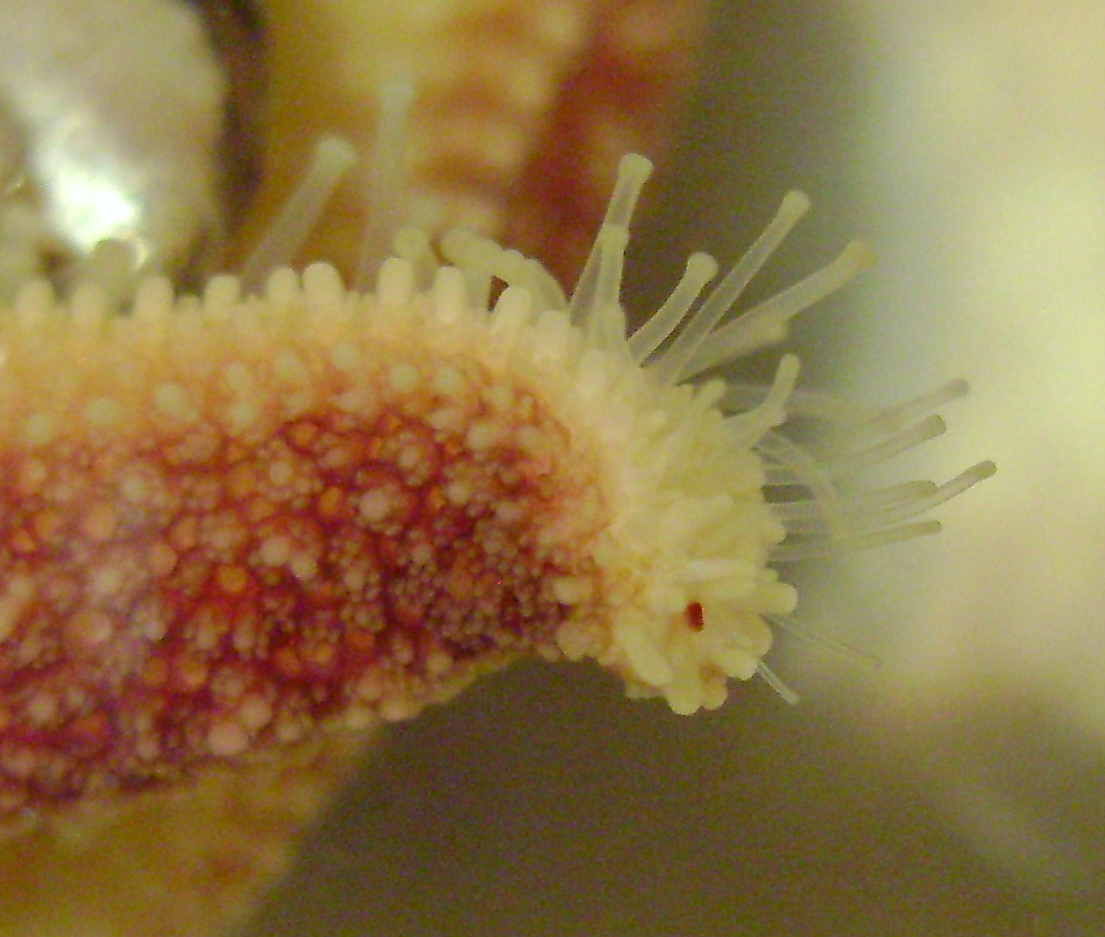

## Dottertaxa tillLeptasterias, i alfabetisk ordning[1][2]
- Leptasterias alaskensis
- Leptasterias aleutica
- Leptasterias arctica
- Leptasterias asteira
- Leptasterias austera
- Leptasterias camtschatica
- Leptasterias canuti
- Leptasterias clavispina
- Leptasterias coei
- Leptasterias compta
- Leptasterias danica
- Leptasterias degerboelli
- Leptasterias derbeki
- Leptasterias derjungini
- Leptasterias fisheri
- Leptasterias floccosa
- Leptasterias granulata
- Leptasterias groenlandica
- Leptasterias hexactis
- Leptasterias hirsuta
- Leptasterias hispida
- Leptasterias hispidella
- Leptasterias hylodes
- Leptasterias hyperborea
- Leptasterias insolens
- Leptasterias kussakini
- Leptasterias leptalea
- Leptasterias leptodoma
- Leptasterias littoralis
- Leptasterias mexicana
- Leptasterias muelleri
- Leptasterias ochotensis
- Leptasterias orientalis
- Leptasterias polaris
- Leptasterias polymorpha
- Leptasterias pusilla
- Leptasterias schmidti
- Leptasterias siberica
- Leptasterias similispinis
- Leptasterias squamulata
- Leptasterias stolacantha
- Leptasterias subarctica
- Leptasterias tenera
- Leptasterias vinogradovi